# Víctor Henríquez Garat
Víctor Hugo Henríquez Garats (Valparaíso, Chile, 23 de agosto de 1926-ibídem, 21 de abril de 2016) fue un marino y político chileno, exalcalde de Viña del Mar y edecán naval del expresidente Eduardo Frei Montalva.

## Primeros años de vida
Sus padres fueron Eulalio Henríquez Plaza de los Reyes y Blanca Garat Saavedra.
Contrajo matrimonio con María Eliana Vargas y tuvo 6 hijos: Ana Maria, Victor, Francisco, Soledad, Felipe y Juan Pablo.

## Vida pública
En un crucero, que se extendió entre el 22 de marzo y el 20 de agosto de 1962, que recaló en Juan Fernández, Iquique, Pearl Harbor, Victoria, Seattle, San Francisco y Rapa Nui, figura como capitán de corbeta.
A mediados de 1973 participa en una reunión denominada de “Las Higueras” sería la última reunión registrada de los marineros constitucionalistas para intentar frenar el golpe de Estado. Después del Golpe de Estado de 1973 ocurre una ola de arrestos en la Marina y en la Región del Biobío. En dos viejos cruceros O’Higgins y Prat, que se inmovilizan en los diques, se inicia una seguidilla de arrestos. Ordenadas por el capitán Victor Henríquez Garat cuando informa a Jorge Paredes, comandante de la Zona de Talcahuano, que se dispuso que el departamento A2 “vigilara a posibles sospechosos”… También fue comandante de la época de la Base Naval de Talcahuano, donde ordenaría la entrega de los cadáveres de dos dirigentes sindicales que eran militantes del MIR e integrantes del Cordón Industrial de Talcahuano, Neira y Candia a sus familiares, en unos ataúdes rústicos fabricadas en los talleres del Departamento de Bienestar de la Armada, sin ninguna identificación y con la prohibición expresa de abrir dichos féretros. Pedro Enríquez Barra declararía en el 2013 como exprisionero de ese mismo lugar, las torturas a las que fue sometido por personal al mando directo del presidiario José Cáceres González, y en el mismo lugar por el Jefe del Ancla Dos, Ari Acuña, y por Víctor Henríquez Garat. Para el control administrativo de los detenidos, estaba un comandante, que era Víctor Henríquez Garat, y como tal, disponía de los ingresos y egresos de los detenidos. Se señala que el Comandante González ejercía sus funciones como Jefe del A 2 en el Edificio de la Comandancia en Jefe de la Segunda Zona Naval y las tareas relacionadas con la seguridad interior en la oficina ubicada en la casa de los jugadores.
Militante de la Democracia Cristiana, fue designado alcalde de Viña del Mar por el entonces Presidente Patricio Aylwin, asumió el cargo en reemplazo de Juan Luis Trejo y dejó el municipio tras las elecciones de 1992 (las primeras con el nuevo sistema de elección municipal), siendo sucedido por Rodrigo González Torres.